# Saenchai
Saenchai (sinh ngày 30 tháng 7 năm 1980), trước đây được gọi là Saenchai Sor. Kingstar (tiếng Thái: แสนชัย ส.คิงสตาร์), là một võ sĩ Muay Thái chuyên nghiệp người Thái Lan. Trong sự nghiệp của mình, Saenchai đã giành được các danh hiệu Lumpinee Stadium – được coi là danh hiệu cao quý nhất trong thế giới Muay Thái – ở bốn hạng cân khác nhau là  hạng gà (bantamweight), hạng lông (featherweight), hạng nhẹ (lightweight), và hạng bán trung (welterweight), chủ yếu là thi đấu với những đối thủ thể trạng lớn hơn. Ông được nhiều chuyên gia võ thuật, võ sĩ, nhà báo trên thế giới xếp hạng nhất mọi hạng cân (pound for pound) Muay Thái, và được coi là một trong những võ sĩ Muay Thái vĩ đại nhất mọi thời đại. Saenchai nổi danh khi thường thay đổi cân để tìm đối thủ xứng tầm ở Thái Lan, và từ năm 2003 đến 2014 chỉ thua hai trận khi có hạng cân ngang nhau, tất cả những trận thua khác đều xảy ra khi ông gặp bất lợi về hạng cân.
Tính đến 2010, Saenchai đã thi đấu 88 trận ở 15 quốc gia và được xem là một trong những võ sĩ năng động nhất thế giới. Về kỹ năng, ông được biết đến nhiều nhất bởi tầm nhìn xa, khả năng phòng ngự, khóa chân, kỹ thuật đổ người và tấn công càn quét mạnh mẽ. Ông đã nghỉ thi đấu chuyên nghiệp ở Thái Lan vào năm 2014 và hiện chỉ thi đấu trong các trận đấu giới thiệu, quảng bá võ thuật trên khắp thế giới với các đối thủ nước ngoài, thường là những người ở hạng cân cao hơn. Sau khi nghỉ thi đấu chuỗi hạng Thái Lan, ông vẫn có thể kiểm soát cân nặng ở hạng thấp nhất là 130 pound (58 kg). Kể từ năm 2014, Saenchai thường xuyên thi đấu tại giải Thai Fight, một giải đấu có trụ sở tại Thái Lan. Ông thường xuyên là tiêu đề của các giải đấu khi giữ kỷ lục thăng hạng cho hầu hết các danh hiệu, là hình tượng huyền thoại của Muay Thái cùng với Buakaw Banchamek.

## Sự nghiệp

### Giai đoạn đầu
Saenchai bắt đầu học Muay Thái khi mới 8 tuổi. Ông quyết định bắt đầu học Muay Thái tại phòng tập Jockey khi anh trai của bạn ông nhận được giải thưởng sau một trận đấu. Ông ra mắt thi đấu sau khi tập luyện chỉ một tuần, và đã giành chiến thắng trong trận đấu đầu tiên của mình, cũng nhận được phần thưởng đầu tiên trị giá 30 Baht. Ông bắt đầu thi đấu ở Bangkok khi 14 tuổi, sau đó chuyển đến phòng tập thể dục Kamsing do Somluck Kamsing làm chủ. Kamsing đã trả 300.000 Baht làm phí chuyển tiền. Đây cũng là lý do mà tên chiếc nhẫn của Saenchai là Saenchai Sor. Kamsing. Năm 1997, ở tuổi 16, Saenchai đã giành được danh hiệu vô địch Lumpinee Stadium ở hạng siêu ruồi (51–52 kg). Năm 1999, khi 18 tuổi, ông đã giành được danh hiệu vô địch Lumpinee Stadium ở hạng gà (52–53 kg).

#### Chuyển sang Quyền Anh
Năm 2002, Saenchai chuyển sang thi đấu Quyền Anh. Ông ra mắt với cái tên "Suphachai Saenpong" ở hạng lông, đấu với Rud 4K Kevkatchewon đến từ Philippines để tranh chức vô địch tạm thời còn trống của Hiệp hội Quyền Anh liên Á (PABA) vào ngày 27 tháng 11 năm 2003, và đã giành được danh hiệu này theo quyết định đồng thuận của trọng tài. Vào tháng 1 năm 2004, ông vẫn giữ được danh hiệu PABA trước Rud. Năm 2004, ông quyết định quay lại với Muay Thái một lần nữa.
Saenchai đến thăm Nhật Bản hai lần để thi đấu và Khamsing đồng ý với hai lần đầu, nhưng không đồng ý lần thứ ba. Mặc dù Khamsing đã cố gắng ngăn Saenchai đến Nhật Bản, ông đã đến đó cùng với một số võ sĩ Muay Thái từ một phòng tập khác. Vì sự việc này, Khamsing cắt đứt quan hệ với Saenchai, và Saenchai chuyển đến phòng tập Kingstar. Lúc này, Khamsing đã nhận được 300.000 Baht từ phòng tập Kingstar làm phí chuyển nhượng. Vào ngày 3 tháng 7 năm 2006, Saenchai đấu với Sang-Soo Lim từ Hàn Quốc tại Nhật Bản. Saenchai định đấu với Shinya Ishige nhưng Ishige đã bị thay ra hai tuần trước đó vì bị thương trong quá trình tập luyện. Sang-Soo Lim cao hơn 21 cm, hặng hơn 10 kg so với Saenchai nhưng ông đã hạ gục đối thủ bằng một cú đấm móc phải.

#### Giành chức vô địch thế giới
Vào ngày 3 tháng 7 năm 2009, Saenchai đấu với hai võ sĩ Muay Thái trong trận đấu đơn tại sân vận động Lumpinee. Trong vòng 1 đến 3, ông đấu với Petchboonchu FA Group. Petchboonchu cố gắng tấn công mạnh mẽ ở giai đoạn đầu, nhưng Saenchai đã tiến hành phong cách tiết kiệm thể lực và phá vỡ thế cân bằng của Petchboonchu nhiều lần. Trong vòng 4, 5, Saenchai đấu với Sagetdao Petpayathai, kiểm soát khoảng cách quan trọng của mình bằng các cú đá trước và đá trung lộ, tung ra những cú đánh lực sát thương lớn hơn Sakeddaow. Trọng tài đã công bố chiến thắng của Saenchai với quyết định nhất trí sau năm hiệp.
Vào ngày 14 tháng 3 năm 2010, Saenchai đấu với Tetsuya Yamato đến từ Nhật Bản để tranh đai hạng nhẹ thế giới còn trống của Hiệp hội Muay Thái Hoa Kỳ (MTAA) ở Los Angeles. Ông đã hạ gục Yamato bằng cú đá cao trái và giành danh hiệu MTAA.

### Các trận nổi bật

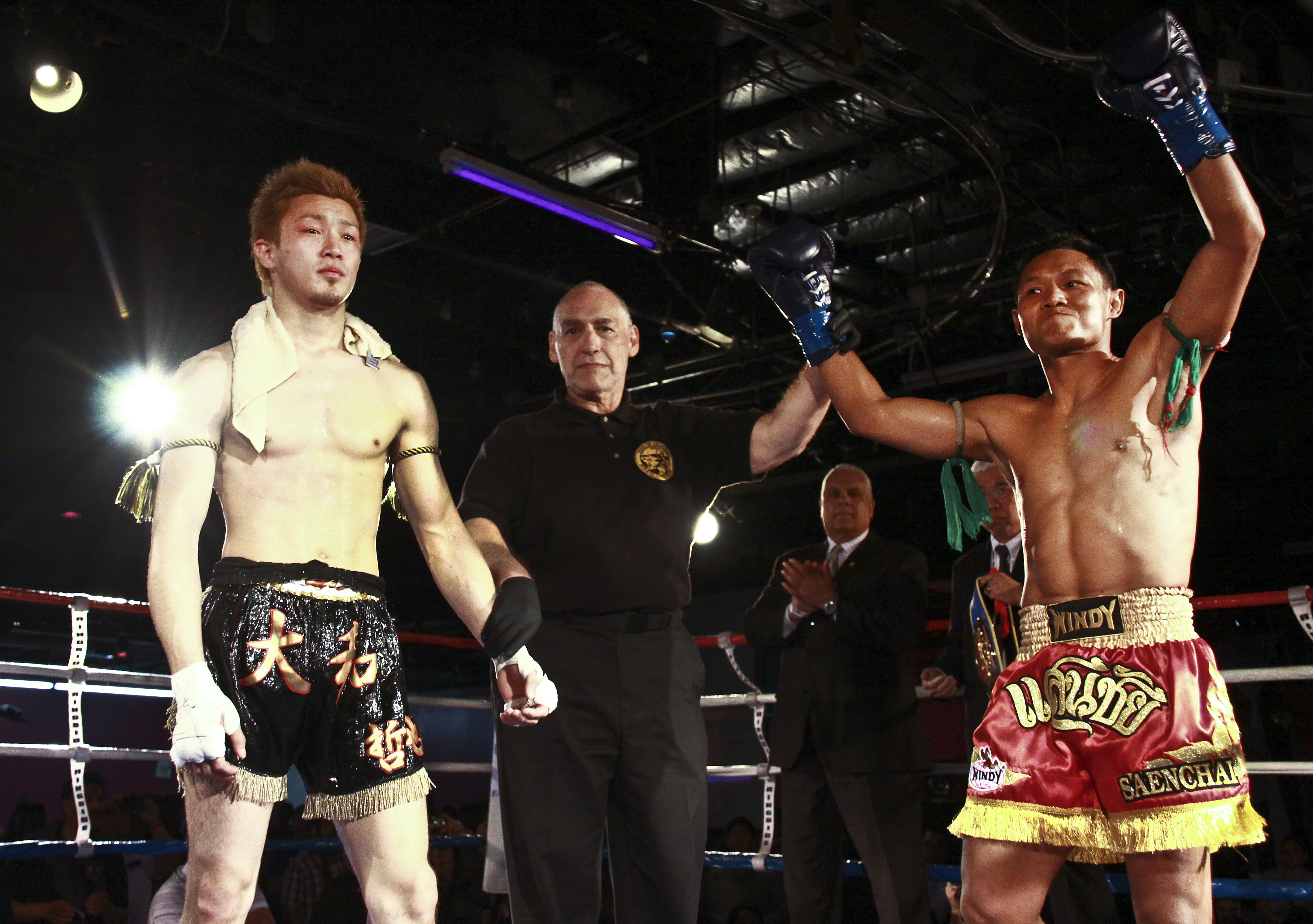
Saenchai thắng Tetsuya Yamato năm 2010.

Năm 2011, Saenchai được người sáng lập Yokkao, Philip Villa, ký hợp đồng với tư cách là võ sĩ được tài trợ của Đội Yokkao. Cùng năm, Saenchai dẫn đầu Muay Thai Combat Fan Expo tại Rimini, Ý cùng với Buakaw Banchamek, Sudsakorn Sor Klinmee, Dzhabar Askerov và nhiều võ sĩ khác. Vào ngày 21 tháng 1 năm 2012, Saenchai đã thi đấu tại Yokkao Extreme 2012 trước 12.000 khán giả. Lần đầu tiên ông thua một võ sĩ châu Âu trong luật Muay Thái. Trận đấu diễn ra tại Milan, Italia với võ sĩ người Pháp – Ý Fabio Pinca, người mà ông đã đánh bại nhiều năm trước đó. Trong trận này, mặc dù thua 12 kg trọng lượng, Saenchai đã kiểm soát tốt. Tuy nhiên, đến hiệp ba, sự khác biệt về kích thước đã bắt đầu có lợi cho Pinca, Pinca dùng sức mạnh của mình để khóa Saenchai và giành được chiến thắng bởi quyết định sát sao nhưng gây tranh cãi của trọng tài. Chuỗi 20 trận thắng liên tiếp của Saenchai trước các võ sĩ nước ngoài đã bị cắt đứt.

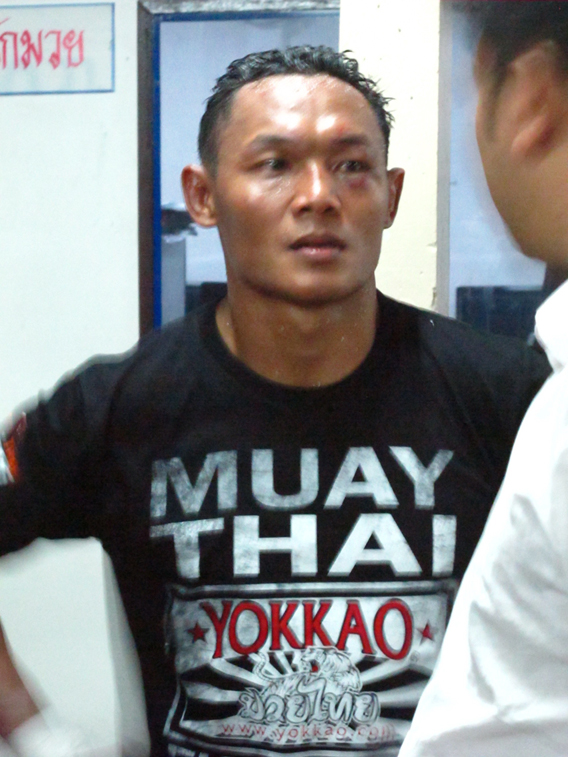
Saenchai năm 2011.

Anh tái đấu với Singdam Kiatmoo9 vào ngày 4 tháng 10 năm 2012 tại Rajadamnern, và giành chiến thắng bằng quyết định đồng thuận. Ông đánh bại Pakorn Sakyothin bằng quyết định tại Super Showdown 4 ở Glasgow, Scotland vào ngày 10 tháng 11 năm 2012, và sau đó giành chiến thắng tính điểm trước Damian Alamos 12 ngày sau đó tại Best of Siam 2 ở Paris, Pháp. Sau đó, Saenchai đánh bại Liam Harrison lần thứ ba tại Muay Thai Warriors ở Macau vào ngày 9 tháng 12 năm 2012, với một quyết định đồng thuận. Ngày 26 tháng 1 năm 2013, ông thắng Dieellek Aoodonmuang tại Yokkao Extreme 2013, ở Milan, Ý. Vào ngày 9 tháng 3 năm 2013, Saenchai đã đánh bại Houcine Bennoui tại Siam Warriors ở Cork, Ireland. Tháng 5 cùng năm, ông thua Yodwicha Por Boonsit, 17 tuổi về điểm  số tại Lumpinee. Hai võ sĩ được ấn định tái đấu vào ngày 7 tháng 6 năm 2013, nhưng chấn thương cổ kéo dài đã buộc Saenchai phải nghỉ thi đấu.
Ông ra mắt theo luật kickboxing phương Đông tại Hoost Cup: Kings ở Nagoya, Nhật Bản vào ngày 16 tháng 6 năm 2013, và đánh bại Yosuke Mizuochi bằng quyết định đồng thuận trong trận đấu ba hiệp. Ông đã đánh bại Rafi Bohic bằng quyết định đồng thuận tại Muay Thai Warriors: Dabble Chiang Mai vào ngày 28 tháng 6 năm 2013, tại Chiang Mai, Thái Lan. Sau đó, Saenchai đánh bại Kongsak Sitboonmee bằng quyết định trong trận tái đấu tại Rajadamnern vào ngày 8 tháng 8 năm 2013. Ngày 15 tháng 11 năm 2013, ông đánh bại Singdam Kiatmuu9 bằng quyết định tại Yokkao 5 ở Pattaya, Thái Lan. Cuối năm đó, ông tham gia World K-1 World MAX 2013 tại Phật Sơn, Trung Quốc và thua Kong Hong Xing.

### Năm 2014
Năm 2014, Saenchai tham gia nhiều trận đấu khắp các nơi. Ông đã thua Petchboonchu FA Group về điểm trong trận đấu cuối cùng được tổ chức tại Sân vận động Lumpinee cũ vào ngày 7 tháng 2 năm 2014, đánh bại Victor Nagbe bằng quyết định về tỷ số hạng 65 kg tại Yokkao 7 ở Pattaya, Thái Lan vào ngày 19 tháng 2 năm 2014. Ông đã được lên lịch gặp gỡ với người Ireland Stephen Hodgers tại Origins IV ở hạng bán trung ở Perth, Tây Úc vào ngày 8 tháng 3 năm 2014, tuy nhiên không thể thi đấu do không đáp ứng được một số tiêu chí nhất định do Ủy ban Thể thao thi đấu Tây Úc yêu cầu và được thay thế bởi Komkit Chanawong. Ngày 28 tháng 2 năm 2014, Saenchai đánh bại Nong-O bằng điểm trong trận đấu ba hiệp tại lễ khai trương sân vận động Lumpinee mới.
Saenchai đánh bại Shota Sato thông qua quyết định đồng thuận tại Hoost Cup: Legend ở Nagoya, Nhật Bản vào ngày 23 tháng 3 năm 2014; đánh bại Kamen Picken qua UD tại Combat Banchamek ở Surin, Thái Lan vào ngày 14 tháng 4 năm 2014; đánh bại Bertrand Lambert qua trận quyết định tại Muay Thái Macau vào ngày 6 tháng 6 năm 2014. Ông sẽ tái đấu Yetkin Özkul trong trận tranh đai hạng nhẹ thế giới WMC (61,2 kg) tại Monte Carlo Fighting Masters 2014 ở Monte Carlo, Monaco vào ngày 14 tháng 6 năm 2014. Vào ngày 24 tháng 9 năm 2014, Saenchai PK Saenchai Muaythaigym đã xuất hiện lần đầu trên sàn đấu Thai Fight, đánh bại Scotsman Craig Dickson (Sumalee) theo luật của Kard Chuek (buộc dây thay cho găng tay).

### Năm 2017 – 2018

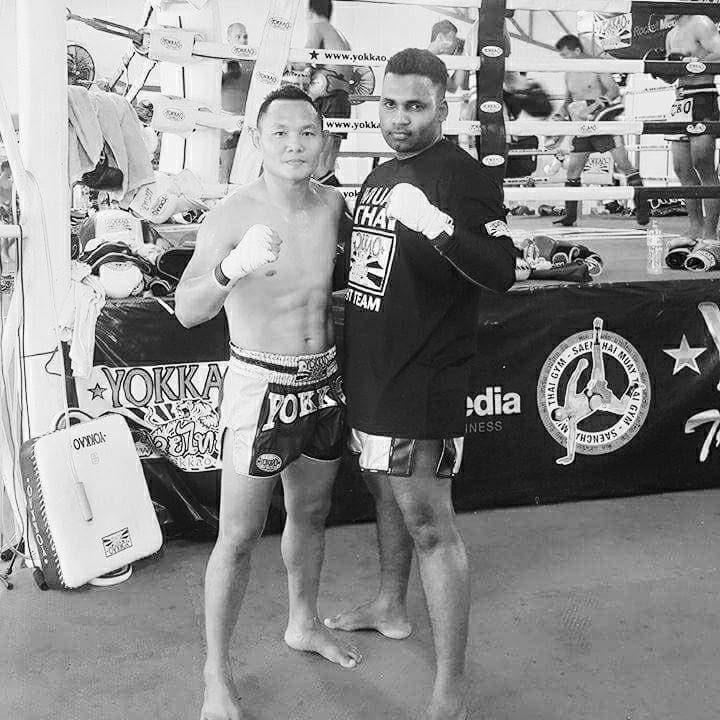
Saenchai huấn luyện Muay Thái năm 2017.

Ngày 27 tháng 5 năm 2017, ở Turin, Ý, Saenchai đã đánh bại Shan Cangelosi bằng quyết định đồng thuận trong sự kiện chính tại THAI FIGHT Turin. Saenchai đã chấp nhận lịch thi đấu với Jonathan Fabian người Tây Ban Nha tại Yokkao 26 vào ngày 11 tháng 9 năm 2017, ở Hồng Kông, và đánh bại Juan Salmeron vào ngày 30 tháng 9 năm 2017, tại Thai Fight Barcelona. Ông đã đấu và đánh bại Arthur Sorsor của Mỹ bằng quyết định đồng thuận tại KHMER – THAI FIGHT vào ngày 25 tháng 11 năm 2017 tại Phnom Penh, Campuchia.
Năm 2018, Saenchai đã bất bại với Muay Thái. Ông đã dành cả năm để thi đấu trong vòng đấu THAI FIGHT, thành tích 9–0 hoàn hảo. Cụ thể, vào ngày 27 tháng 1 năm 2018, ông đánh bại Henrique Muller của Brazil bằng KO ở hiệp 3 tại THAI FIGHT Bangkok 2017 để giành chức vô địch THAI FIGHT hạng 67 kg King's Cup, chức vô địch THAI FIGHT thứ hai của ông. Saenchai sau đó đã chặn đứng Ramin Moazzami của Iran bằng KO ở hiệp 1 vào ngày 24 tháng 3 năm 2018 tại THAI FIGHT Mueang Khon 2018; đánh bại Luca Roma THAI FIGHT Italy 2018 của Ý bằng quyết định đồng thuận. Vào ngày 12 tháng 5 năm 2018, ông đã đánh bại một người Ý khác, Andrea Serra, bằng quyết định đồng thuận tại THAI FIGHT Samui 2018.
Vào ngày 7 tháng 7 năm 2018, Saenchai đánh bại Amir Naseri của Iran tại THAI FIGHT Hat Yai 2018; đánh bại Nikita Surovezhkin của Nga bằng quyết định đồng thuận tại THAI FIGHT Rayong 2018. Vào ngày 27 tháng 10 năm 2018, Saenchai đã có một chiến thắng quyết định đồng thuận trước Isaac Santos của Brazil tại THAI FIGHT Chiang Rai 2018, đánh bại Sif El Islam Djebaili bằng KO ở hiệp 1 tại THAI FIGHT Saraburi 2018. Để kết thúc một năm, Saenchai đối mặt với Jamal Madani trong trận THAI FIGHT 67 năm 2018 hạng 67 kg tại THAI FIGHT Nakhon Ratchasima 2018 vào ngày 22 tháng 12 năm 2018. Sau ba hiệp đấu, Saenchai đã được trao chiến thắng quyết định đồng thuận và đăng quang THAI FIGHT 67 2018.

### Từ 2019
Saenchai bắt đầu năm thi đấu tại Yokkao 36 ở Ý vào ngày 26 tháng 1 năm 2019, nơi ông đánh bại Cristian Faustino bằng quyết định đồng thuận. Ông đã trở lại sàn đấu THAI FIGHT đúng lúc cho sự kiện đầu tiên của năm, nơi ông đối đầu với Firdavs Boynazarov tại THAI FIGHT Phuket 2019, tiếp tục đánh bại Boynazarov bằng quyết định đồng thuận. Vào ngày 8 tháng 3 năm 2019, Saenchai lên đường đến UAE để tranh tài tại Fight Night Dubai, đấu với Valerii Abramenko của Ukraine và đánh bại. Ông trở lại THAI FIGHT một lần nữa vào ngày 30 tháng 3 năm 2019 tại THAI FIGHT Mueang Khon 2019, đã hạ gục Javad Bigdeli của Iran ở hiệp 2 sau những pha lên gối sát thương vô cùng lớn. Vào ngày 29 tháng 6 năm 2019, ông đã đánh bại Cristian Pastore của Argentina bằng quyết định đồng thuận tại THAI FIGHT Betong 2019. Vào ngày 24 tháng 8 năm 2019, Saenchai đánh bại Cem Deniz của Úc bằng quyết định đồng thuận tại THAI FIGHT Kham Chanod 2019 ở Udon Thani. Vào tháng 9 năm 2019, Saenchai đã có chuyến lưu diễn Muay Thái tại Mỹ cùng với Spencer Brown, Yodchai và Kru Jack. Họ đã đến thăm 20 phòng tập thể dục ở 20 thành phố khác nhau trong khoảng thời gian 3 tuần.
Với Thai Fight, vào ngày 26 tháng 10 năm 2019, ông đã có chiến thắng KO hiệp 1 trước Batjargal Sundui của Mông Cổ tại THAI FIGHT Bangsaen 2019. Ông tham gia THAI FIGHT 70 2019 Cúp Nhà vua hạng 70 kg trước THAI FIGHT Mae Sot 2019. Vào ngày 23 tháng 11 năm 2019, Saenchai đánh bại Alejandro Amicucci của Argentina qua KO ở hiệp 1 trong trận THAI FIGHT 70 vòng bán kết, tiến vào chung kết. Vào ngày 21 tháng 12 năm 2019, ông đối mặt với Tophik Abdullaev của Georgia trong trận chung kết THAI FIGHT 70: Thai Fest tại Patong. Trận đấu sẽ kết thúc nhanh chóng khi Saenchai tung đòn đầu gối trong hiệp 1, giành chiến thắng KO. Kết quả là ông sẽ đăng quang vô địch THAI FIGHT hạng 70 kg, danh hiệu thứ hai của ông với THAI FIGHT.
Năm 2020, với YOKKAO, tại YOKKAO 45&46, Saenchai đấu với Shan Cangelosi để tranh đai YOKKAO Diamond Welterweight. Ông đã thắng cuộc chiến bằng quyết định đồng thuận. Sau tám tháng nghỉ ngơi, vì không có sự kiện nào được tổ chức trong đại dịch COVID-19, Saenchai đã trở lại trong sự kiện Thai Fight: New Normal đấu với Rodrigo Freitas. Ông đã chiến thắng bởi quyết định của trọng tài. Tại Thai Fight Begins, ông đấu với Esmail Ganji trong trận tranh đai, tiếp tục giành chiến thắng. Saenchai đã thi đấu hai lần vào tháng 11 năm 2020. Tại Thai Fight Korat 2020, ông đấu với Danilo Reis, và giành chiến thắng quyết định đồng thuận. Ba tuần sau, ông hạ gục KO Gabriel dos Santos ở hiệp hai. Trận đấu đầu tiên của Saenchai trong năm 2021 diễn ra vào ngày 3 tháng 4, tại Thai Fight Nan, đấu với Seth Grande và giành chiến thắng.

## Danh hiệu và thành tích
Muay Thái
- YOKKAO
  - Nhà vô địch hạng bán trung YOKKAO 2020;
- Thai Fight
  - Nhà vô địch Thai Fight 2019 King's Cup hạng 70 kg;
  - Nhà vô địch Thai Fight 2018 King's Cup hạng 67 kg;
  - Nhà vô địch Thai Fight 2017 King's Cup hạng 67 kg;
  - Nhà vô địch Thai Fight 2016 King's Cup hạng 70 kg;
  - Nhà vô địch hầu hết các chức vô địch trong Thai Fight (4)
  - Thắng nhiều nhất ở Thai Fight (46);
  - Thành tích Thai Fight 46–0;
- Phoenix Fighting Championship
  - Nhà vô địch 2017 Phoenix Fighting Championship 63,5 kg;
- Toyota Marathon
  - Á quân Toyota Marathon 2014;
  - Giải chạy đua xe Toyota Vigo 2013;
- Muay Thái Warriors
  - Nhà vô địch Muay Thái Warriors 2012 hạng 65 kg;
- Liên đoàn Muay Thái Chuyên nghiệp Thế giới (WPMF)
  - Nhà vô địch hạng bán trung 2012 WPMF thế giới (147 lbs);
- WBC Muay Thái
  - Nhà vô địch thế giới WBC Diamond 2011;
- Hội đồng Muaythai Thế giới (WMC)
  - Nhà vô địch WMC World Lightweight 2010 hạng 61 kg;
- Lumpinee Stadium
  - Nhà vô địch 2010 Hạng nhẹ Lumpinee Stadium 61 kg;
  - Nhà vô địch 2006 Hạng siêu lông Lumpinee Stadium 59 kg;
  - Nhà vô địch 2005 Hạng siêu lông Lumpinee Stadium 59 kg;
  - Nhà vô địch 1998 Hạng gà Lumpinee Stadium 53 kg;
  - Nhà vô địch 1997 Hạng siêu ruồi Lumpinee Stadium 52 kg;
- Cúp Toyota
  - Nhà vô địch giải đấu Toyota Cup 2010;
- Hiệp hội Muay Thái Hoa Kỳ (MTAA)
  - Nhà vô địch Hạng nhẹ thế giới MTAA 2010;

Quyền Anh
- Hiệp hội Quyền Anh Liên Á (PABA)
  - Nhà vô địch tạm thời PABA hạng lông năm 2003;

Thành tựu vận động viên
- Nhà văn thể thao Thái Lan
  - 2008 Sports Writers of Thailand Fighter of the Year;
  - 1999 Sports Writers of Thailand Fighter of the Year;

## Thống kê sự nghiệp
Các trận đấu nổi bật trong sự nghiệp.
| Kết quả                               | Đối thủ               | Sự kiện                                      | Dạng       | Thời gian | Ngày       | Địa điểm              |
| ------------------------------------- | --------------------- | -------------------------------------------- | ---------- | --------- | ---------- | --------------------- |
| Thắng                                 | Seth Grande           | THAI FIGHT Nan                               | Quyết định | 3 (3:00)  | 3/4/2021   | Nan                   |
| Thắng                                 | Gabriel dos Santos    | THAI FIGHT Pluak Daeng                       | TKO        | 2         | 28/11/2020 | Rayong                |
| Thắng                                 | Danilo Reis           | THAI FIGHT Korat 2020                        | Quyết định | 3 (3:00)  | 7/11/2020  | Nakhon Ratchasima     |
| Thắng                                 | Esmail Ganji          | THAI FIGHT Begins                            | Quyết định | 3 (3:00)  | 17/10/2020 | Nonthaburi            |
| Thắng                                 | Rodrigo Freitas       | THAI FIGHT: New Normal                       | Quyết định | 3 (3:00)  | 19/9/2020  | Bangkok               |
| Thắng                                 | Shan Cangelosi        | YOKKAO 45                                    | Quyết định | 3 (3:00)  | 25/1/2020  | Newcastle             |
| Tranh đai YOKKAO Diamond 67 kg        |                       |                                              |            |           |            |                       |
| Thắng                                 | Tophik Abdullaev      | THAI FIGHT: Thai Fest in Patong              | KO         | 1         | 21/12/2019 | Phuket                |
| Tranh đai Thai Fight King's Cup 70 kg |                       |                                              |            |           |            |                       |
| Thắng                                 | Alejandro Amicucci    | THAI FIGHT Mae Sot                           | KO         | 1         | 23/11/2019 | Mae Sot               |
| Thắng                                 | Batjargal Sundui      | THAI FIGHT Bangsaen                          | KO         | 1         | 26/10/2019 | Chonburi              |
| Thắng                                 | Cem Deniz             | THAI FIGHT Kham Chanod                       | Quyết định | 3 (3:00)  | 24/8/2019  | Udon Thani            |
| Thắng                                 | Cristian Pastore      | THAI FIGHT Betong                            | Quyết định | 3 (3:00)  | 29/6/2019  | Betong                |
| Thắng                                 | Maksim Manafov        | THAI FIGHT Samui 2019                        | Quyết định | 3 (3:00)  | 27/4/2019  | Ko Samui              |
| Thắng                                 | Javad Bidgeli         | THAI FIGHT Mueang Khon                       | KO         | 1         | 30/3/2019  | Nakhon Si Thammarat   |
| Thắng                                 | Valerii Abramenko     | Fight Night Dubai                            | Quyết định | 3 (3:00)  | 8/3/2019   | United Arab Emirates  |
| Thắng                                 | Firdavs Boynazarov    | THAI FIGHT Phuket                            | Quyết định | 3 (3:00)  | 23/2/2019  | Phuket                |
| Thắng                                 | Cristian Faustino     | YOKKAO 36                                    | Quyết định | 3 (3:00)  | 26/1/2019  | Turin                 |
| Thắng                                 | Jamal Madani          | THAI FIGHT Nakhon Ratchasima                 | Quyết định | 3 (3:00)  | 22/12/2018 | Nakhon Ratchasima     |
| Tranh đai Thai Fight 2018 67 kg       |                       |                                              |            |           |            |                       |
| Thắng                                 | Sif El Islam Djebaili | THAI FIGHT Rayong                            | UD         | 3 (3:00)  | 25/8/2018  | Rayong                |
| Thắng                                 | Isaac Santos          | THAI FIGHT Hat Yai                           | UD         | 3 (3:00)  | 7/7/2018   | Hat Yai               |
| Thắng                                 | Nikita Surovezhkin    | THAI FIGHT Samui 2018                        | UD         | 3 (3:00)  | 12/5/2018  | Ko Samui              |
| Thắng                                 | Amir Naseri           | THAI FIGHT Rome                              | UD         | 3 (3:00)  | 21/4/2018  | Rome                  |
| Thắng                                 | Andrea Serra          | Thai Fight Samui 2018                        | KO         | 2         | 1/4/2018   | Ko Samui              |
| Thắng                                 | Luca Roma             | THAI FIGHT Mueang Khon 2018                  | KO         | 1         | 24/3/2018  | Nakhon Si Thamarat    |
| Thắng                                 | Henrique Muller       | THAI FIGHT Chiang Mai                        | KO         | 3         | 27/1/2018  | Bangkok               |
| Thắng                                 | Abdou Haddad          | KHMER THAI FIGHT                             | UD         | 3 (3:00)  | 23/12/2017 | Chiang Mai            |
| Thắng                                 | Arthur Sorsor         | THAI FIGHT Barcelona                         | UD         | 3 (3:00)  | 25/11/2017 | Barcelona             |
| Thắng                                 | Juan Salmeron         | YOKKAO 26                                    | UD         | 3 (3:00)  | 11/9/2017  | Hong Kong             |
| Thắng                                 | Jonathan Fabian       | THAI FIGHT: We Love Yala                     | UD         | 3 (3:00)  | 15/7/2017  | Bangkok               |
| Thắng                                 | Chadd Collins         | THAI FIGHT Italy                             | UD         | 3 (3:00)  | 27/5/2017  | Turin                 |
| Thắng                                 | Shan Cangelosi        | Phoenix Fighting Championship                | UD         | 3 (3:00)  | 29/4/2017  | Lebanon               |
| Thắng                                 | Azize Hlali           | THAI FIGHT Paris                             | UD         | 3 (3:00)  | 8/3/2017   | Paris                 |
| Thắng                                 | Abdelnour Ali-Kada    | THAI FIGHT The Fighter King                  | UD         | 3 (3:00)  | 24/12/2016 | Bangkok               |
| Thắng                                 | Julio Lobo            | THAI FIGHT AIR RACE 1                        | TKO        | 2         | 19/11/2016 | Bangkok               |
| Thắng                                 | Ncedo Gomba           | YOKKAO 22                                    | UD         | 3 (3:00)  | 28/10/2016 | Hong Kong             |
| Thắng                                 | Jonathan Tuhu         | THAI FIGHT Chengdu                           | KO         | 2         | 15/10/2016 | Thành Đô              |
| Thắng                                 | Charlie Peters        | THAI FIGHT London                            | UD         | 3 (3:00)  | 11/9/2016  | London                |
| Thắng                                 | Anvar Boynazarov      | THAI FIGHT KMITL                             | UD         | 3 (3:00)  | 20/8/2016  | Bangkok               |
| Thắng                                 | Iurii Bukhvalov       | THAI FIGHT Proud to Be Thai                  | UD         | 3 (3:00)  | 23/7/2016  | Bangkok               |
| Thắng                                 | Eddy Nait Slimani     | Glory 31: Amsterdam                          | Quyết định | 3 (3:00)  | 25/6/2016  | Amsterdam             |
| Thắng                                 | Sean Clancy           | THAI FIGHT Samui 2016                        | TKO        | 3         | 30/4/2016  | Ko Samui              |
| Thắng                                 | Sergei Soroloev       | THAI FIGHT Korat                             | Quyết định | 3 (3:00)  | 19/3/2016  | Thái Lan              |
| Thắng                                 | Victor Conesa         | Enfusion                                     | Quyết định | 3 (3:00)  | 6/2/2016   | Thái Lan              |
| Thắng                                 | Meng Qinghao          | Hero Legends                                 | Quyết định | 3 (3:00)  | 16/1/2016  | Trung Quốc            |
| Thắng                                 | Phal Saphorn          | THAI FIGHT Count Down                        | TKO        | 1         | 31/12/2015 | Bangkok               |
| Thắng                                 | Vahid Shahbazi        | Royal Cup Muay Thai                          | Quyết định | 5 (3:00)  | 5/12/2015  | Kualar Lumpur         |
| Thắng                                 | Victor Nunes          | THAI FIGHT Vietnam                           | Quyết định | 5 (3:00)  | 24/10/2015 | Thành phố Hồ Chí Minh |
| Thắng                                 | Massaro Glunder       | Yokkao 15                                    | Quyết định | 5 (3:00)  | 10/10/2015 | Anh                   |
| Thắng                                 | Takhmasib Kerimov     | THAI FIGHT Russia                            | Quyết định | 3 (3:00)  | 17/9/2015  | Moskva                |
| Thắng                                 | Charles François      | THAI FIGHT Proud to Be Thai 2015: Narathiwat | KO         | 2         | 22/8/2015  | Narathiwat            |
| Thắng                                 | Hamza Essalih         | Fight League                                 | Quyết định | 5 (3:00)  | 8/8/2015   | Morocco               |
| Thắng                                 | Alessio D´Angelo      | THAI FIGHT Proud to Be Thai 2015: China      | KO         | 1         | 18/7/2015  | Trung Quốc            |
| Thắng                                 | Yetkin Ozkul          | Best of Siam 6                               | TKO        | 5         | 19/6/2015  | Paris                 |
| Thắng                                 | Yasuyuki              | Wanchai Super Fights                         | Quyết định | 5 (3:00)  | 10/5/2015  | Nhật Bản              |